# Lighter (Rigby)
Lighter is een nummer van de Nederlandse rockband Rigby uit 2013. Het is afkomstig van hun jubileumalbum Island on Mainland.
"Lighter" is een indierocknummer met een vrolijk geluid. Rigby verbleef een week in Portugal bij schrijfster Heleen van Royen, waar zij de videoclip bij deze single opnamen, met daarin een prominente rol voor de schrijfster. Het nummer werd een klein succesje, met een tweede positie in de Tipparade.

## Tracklijst
Muziekdownload
1. "Lighter" - 3:48